# レジデンシャル・イン・テンポ

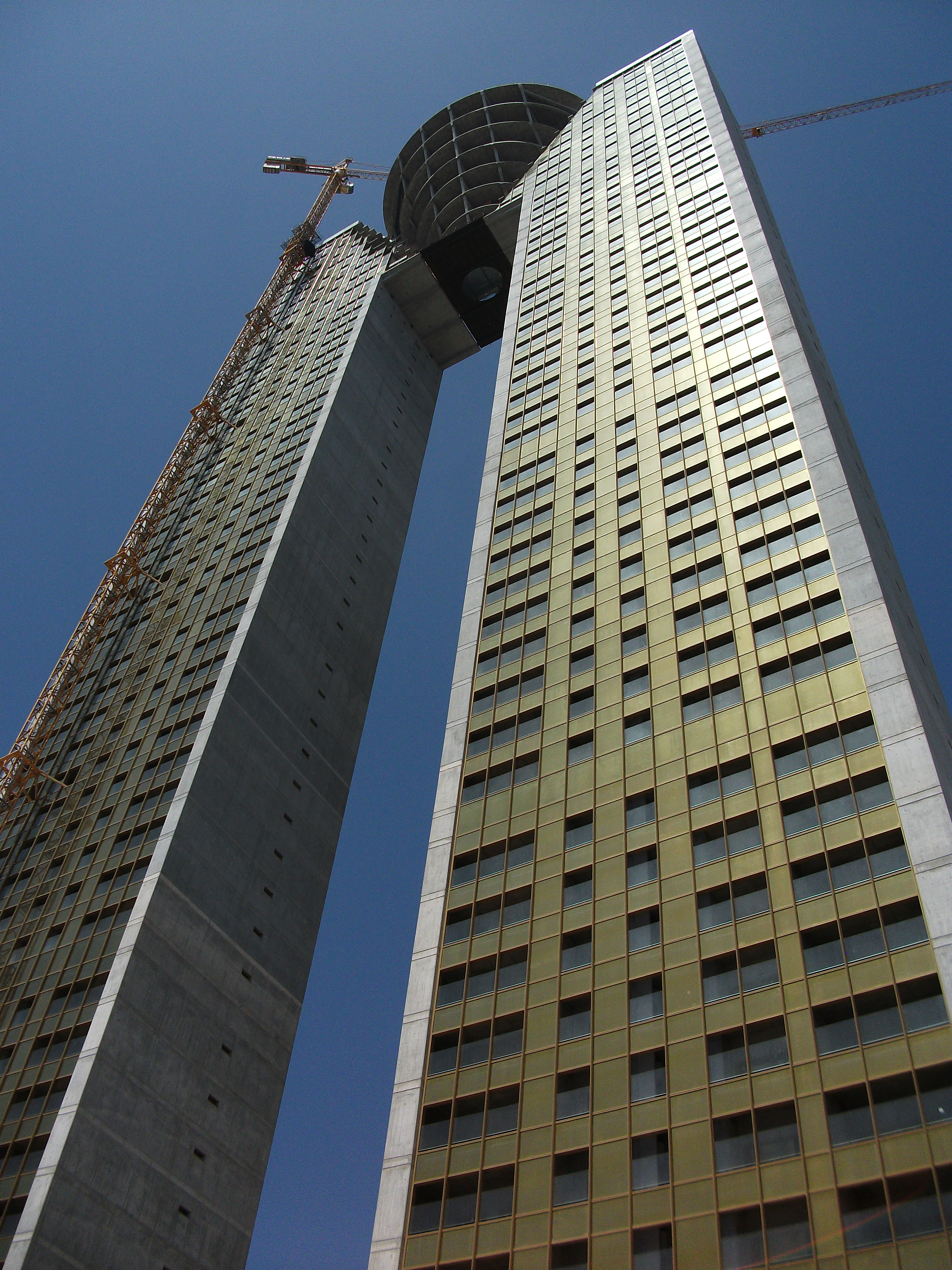

レジデンシャル・イン・テンポ(Residencial In Tempo)は、スペインのベニドルムに建設された高層建築物である。地上47階建て、高さ188メートルである。2006年1月19日にデザインが公式に公開され、2007年に建設開始、2013年完成予定であった。しかし、2008年の経済危機でスペインの不動産市場も深刻な影響受けたため建設はかなり遅れて、最終的に2014年3月に竣工した。

## 地上高
現在、ベニドルムで最も高いグラン・ホテル・バリを抜く地上高になった。これは、マドリードを除くスペインで一番高いだけでなく、人口10万人未満の都市に建つ高層建築物で世界一の高さで、さらにスペインで最も高い高層マンションでもある。経済的要因で設計、建設の過程において地上高や部屋数の変更がなされている。

## 構造
建造物は20メートル離れている2つの並び立つ塔と、38階から44階までをつなぐ円錐形の構造物で構成されている。2004年3月11日にマドリードで起きたテロの犠牲者を追悼する意味を込めて、数字の11とアルファベットのMに見えるようになっている。アーチ状となっている世界で希少な高層建築物のひとつであり、欧州では他にパリにあるグランダルシュが該当する。
建築物の外見はガラス張りになり、ベニドルムにおける最初の高層マンションである。

## エレベーターに関する誤報
2013年8月に、20階以上の上層階のためのエレベータが設けられていないと世界中で報じられた。しかし、これは誤報であり、その原因は、スペイン語新聞「エル・パイス」紙で、20階建てから47階建てに設計変更された際に、47階建て分としては十分なエレベータ・シャフト用の空間が確保されていなかったことが報じられたものが、誤訳されたことであった。